# Manolo Blahnik

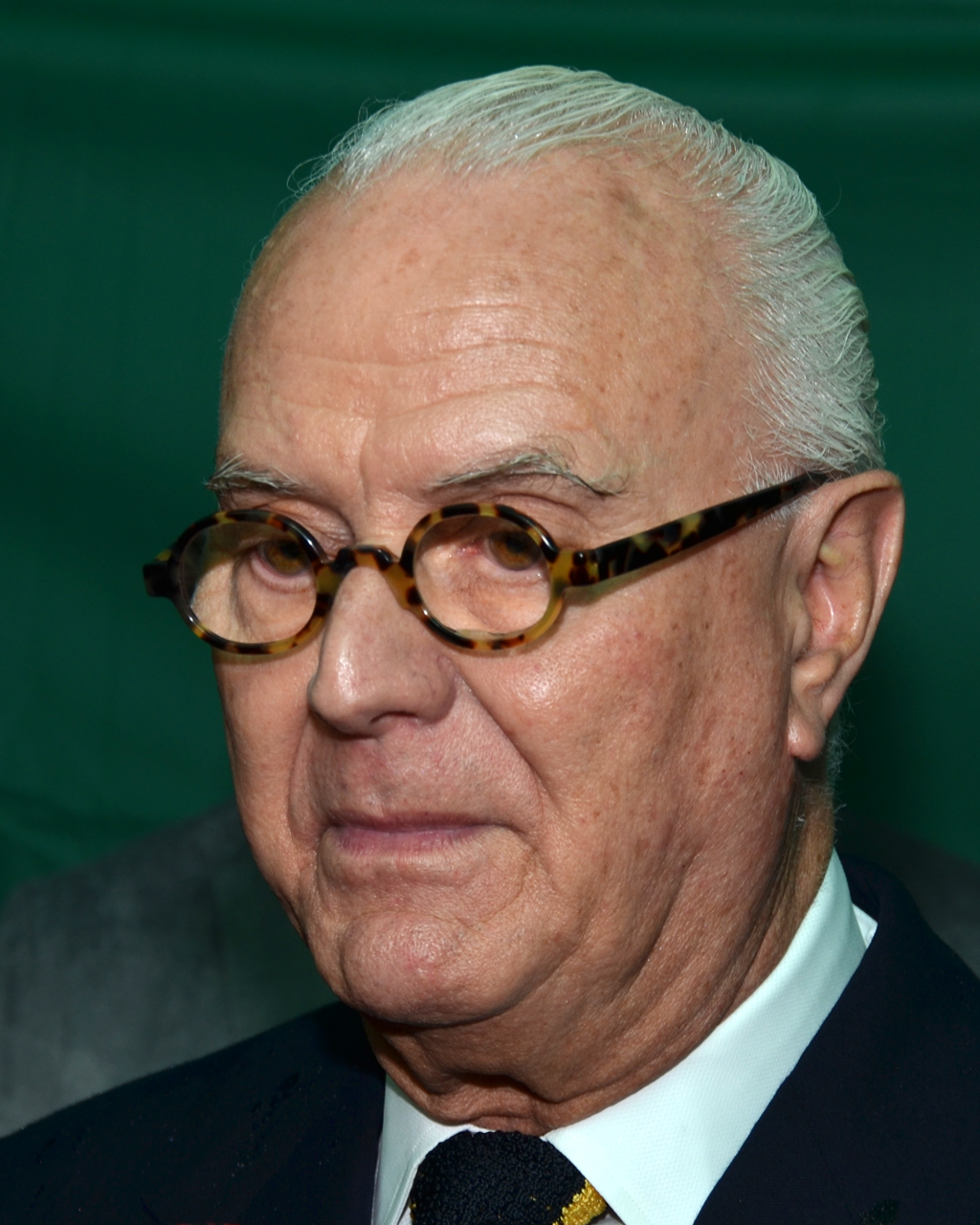
Manolo Blahnik, 2017

Manolo Blahnik, eigentlich Manuel Blahnik Rodríguez, (* 27. November 1942 in Santa Cruz de La Palma, Kanarische Inseln) ist ein spanischer Schuhdesigner, der vor allem durch die Fernsehserien Sex and the City und Absolutely Fabulous bekannt wurde.

## Leben

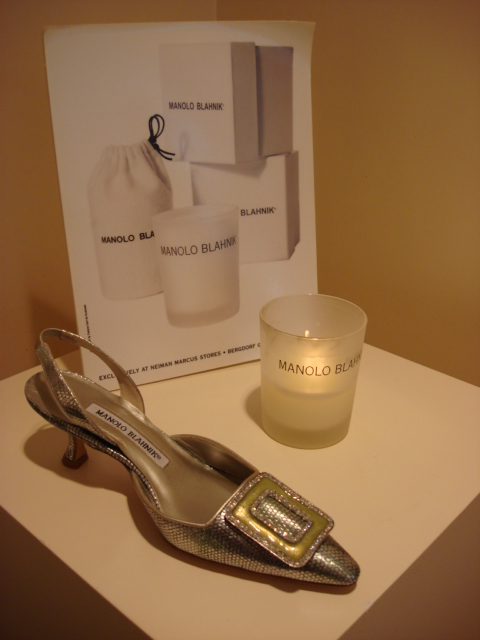
Pumps von Manolo Blahnik

Aufgewachsen sind Manolo Blahnik und seine jüngere Schwester Evangelina auf La Palma, wo ihr tschechoslowakischer Vater, ein Pharmareferent, und ihre spanische Mutter eine Bananenplantage besaßen. In Genf begann er ein Jura- und Politikstudium. Bereits nach einem Semester wechselte er in die Fächer Literatur und Architektur. Ab 1965 studierte er Kunst in Paris an der „École des Beaux Arts“ und an der „École du Louvre“. Nach Abbruch seines Studiums zog er nach London, wo er für die italienische Vogue arbeitete. Seine Freundin Paloma Picasso, aus Pariser Zeiten, und die damalige Chefredakteurin der amerikanischen Vogue, Diana Vreeland, sollen ihn ermuntert haben sich mit Schuhdesign zu versuchen. Die erste Schuhkollektion kreierte er 1972 für die Londoner Boutique Zapata in der Old Church Street. 1973 übernahm Blahnik gemeinsam mit seiner Schwester die Boutique Zapata. 1974 schaffte es Manolo Blahnik als erster Mann auf das Cover der britischen Vogue. Ende der 1970er-Jahre begann Blahniks Karriere in den USA, als er eine Kollektion für Bloomingdale’s entwarf und 1979 seine erste Boutique auf der Madison Avenue in New York eröffnete.
Eine besondere öffentliche Bekanntheit erlangten die Stilettos, in denen Bianca Jagger 1977 im „Studio 54“ Geburtstag feierte. Dieser Auftritt bedeutete den Beginn seiner internationalen Karriere. Später erlangte die Marke durch die Fernsehserien Sex and the City und Absolutely Fabulous weitere Aufmerksamkeit.
Blahniks Schuhkreationen sind wegen ihrer hohen Preise und Exklusivität vor allem bei Damen der High Society beliebt und werden zum Beispiel von Madonna, Jennifer Aniston und Winona Ryder getragen. Sein Markenzeichen sind hohe Absätze (10 bis 12 Zentimeter), ausgefallenes Design und ein Mix verschiedener Materialien.
Heute lebt Manolo Blahnik in Mailand und Bath und arbeitet in London.

## Ehrungen und Auszeichnungen
- 1987: Spezialpreis des Council of Fashion Designers of America (CFDA)[2]
- 1988: Balenciaga Modepreis[2]
- 1990, 1999, 2003 und 2012 „Designer of the Year“ von der British Fashion Awards Accessory[3]
- 2000 Nieman Marcus Award[1][2]
- 2001: Ehrendoktorwürde des College of Arts London[2]
- 2001: Honory Royal Designer for Industry (HonRDI)., London[2]
- 2002: Medalla de Oro en Merito en las Bellas Artes verliehen durch König Juan Carlos I. von Spanien[1][2]
- 2007: Ehrentitel Honory Commander of the British Empire (CBE) verliehen durch Königin Elisabeth II.[2]
- 2008: Rodeo Drive Walk of Style Award[2][4]
- 2012: wurde Blahnik mit dem spanischen Modepreis (Premio Nacional de Diseño de Moda) ausgezeichnet. Das Preisgeld in Höhe von 30.000 EUR spendete er für bedürftige Familien seiner Heimatinsel La Palma, deren Ehrenbürger er seit 2002 ist.[5]